# Halle Bailey
Halle Lynn Bailey (Mableton, Georgia, 27 de marzo de 2000) es una actriz, cantante y compositora estadounidense. Forma el dúo Chloe x Halle con su hermana mayor Chloe Bailey, que ha obtenido cinco nominaciones a los premios Grammy desde 2018.
Como actriz, entre sus papeles más relevantes se encuentran su papel principal como Sky Forster en la serie de televisión Grown-ish (2018–2022), y su papel protagonista como Ariel en la película La Sirenita (2023).

## Biografía
Halle Lynn Bailey nació y se crio en Mableton, Georgia con su hermana Chloe Bailey y luego se mudó a Los Ángeles a mediados de 2012. Mientras estuvo en Georgia, interpretó papeles menores en películas y en la película para televisión de Disney Let It Shine (2012). Su padre comenzó a enseñarles a escribir canciones a los dieciocho años. Lanzaron un canal de YouTube a las edades de 13 y 11 años respectivamente, con una versión de "Best Thing I Never Had" de Beyoncé. Se presentaron por primera vez como Chloe x Halle cuando subieron versiones de canciones pop a este canal. El dúo hizo su debut en un programa de entrevistas cuando aparecieron en The Ellen Show en abril de 2012. En septiembre de 2013, hizo un cameo en la serie de Disney Channel Austin & Ally interpretando la canción "Unstoppable".
En 2018, las hermanas Bailey se unieron al elenco de la serie de televisión Grown-ish después de lanzar su tema principal para la serie titulada "Grown". Su canción "The Kids Are Alright" también apareció en el debut de la serie. En julio de 2019, Disney anunció que Bailey había sido elegida para interpretar a la princesa Ariel en el remake de acción en vivo de La sirenita, que sería dirigida por Rob Marshall. También que grabaría e interpretaría la banda sonora de la película. El casting de Bailey como Ariel causó una gran controversia, y algunos afirmaron que elegir a una afroamericana para el papel de Ariel fue infiel al personaje original. Las páginas de Facebook e Instagram dedicadas a 'defender a Ariel' comenzaron a surgir en esta época, y con frecuencia compartían argumentos racistas contra el casting de Halle y las imágenes estereotipadas de mujeres negras como sirenas. Disney respondió al público con una carta abierta defendiendo su casting. Jodi Benson, la actriz de voz original de Ariel, también defendió el casting de Bailey diciendo: "lo más importante es contar la historia y que el espíritu de un personaje es lo que realmente importa".

## Arte
Las influencias musicales de Bailey provienen del jazz y ha estado escuchando a Billie Holiday desde una edad temprana. Ella ha citado a la cantante como una de las principales influencias en su voz.

## Vida personal
En enero de 2024 anunció el nacimiento de su primer hijo, nacido el 22 de diciembre de 2023, producto de su relación con el rapero DDG.

## Discografía

### Con Chloe x Halle
Álbumes de estudio
- The Kids Are Alright (2018)
- Ungodly Hour (2020)

## Filmografía

### Cine
| Año  | Película                                 | Papel               | Notas                              |        |
| ---- | ---------------------------------------- | ------------------- | ---------------------------------- | ------ |
| 2006 | Last Holiday                             | Tina                |                                    | [ 23 ] |
| 2012 | Let It Shine                             | Miembro del coro    |                                    | [ 6 ]  |
| 2016 | Beyoncé: Lemonade                        | Cameo               | Segmento: Introducción "All Night" | [ 24 ] |
| 2018 | Los niños están bien                     | Sí misma            | Cortometraje                       | [ 25 ] |
| 2021 | Why the Sun and the Moon Live in the Sky | Sol                 | Cortometraje                       | [ 26 ] |
| 2023 | La Sirenita                              | Ariel               |                                    | [ 27 ] |
| 2023 | El color púrpura                         | Nettie Harris joven |                                    | [ 28 ] |

### Televisión
| Año       | Título                                  | Papel                | Notas                                       |        |
| --------- | --------------------------------------- | -------------------- | ------------------------------------------- | ------ |
| 2007      | Tyler Perry's House of Payne            | Tiffany              | Episodio: "¿Por qué no podemos ser amigos?" | [ 29 ] |
| 2012      | The Ellen DeGeneres Show                | Ella misma           | Fecha del episodio: "9 de abril de 2012"    | [ 10 ] |
| 2013      | Austin & Ally                           | Ella misma           | Episodio: "Semana Moon y mentores"          | [ 12 ] |
| 2018      | Wild 'n Out                             | Ella misma           | Episodio: "Chloe x Halle"                   | [ 30 ] |
| 2018—2022 | Grown-ish                               | Skylar "Sky" Forster | Rol principal                               | [ 31 ] |
| 2020      | The Disney Family Singalong: Volumen II | Ella misma           | Especial de televisión                      | [ 32 ] |
| 2020      | The Kelly Clarkson Show                 | Ella misma           | Fecha del episodio: "9 de julio de 2020"    | [ 33 ] |
| 2020      | The Disney Holiday Singalong            | Ella misma           | Especial de televisión                      | [ 34 ] |

## Premios y nominaciones
| Año  | Otorgar                 | Categoría                                       | Trabajo   | Resultado |        |
| ---- | ----------------------- | ----------------------------------------------- | --------- | --------- | ------ |
| 2020 | Premios de imagen NAACP | Mejor actriz de reparto en una serie de comedia | Grown-ish |           | [ 35 ] |